# عبد الرحمن بن فارس آل خليفة
عبد الرحمن بن فارس آل خليفة (1942-1993)، سياسي من أسرة آل خليفة الحاكمة في مملكة البحرين. كان أول رئيس للإتحاد البحريني لكرة الطائرة عند تأسيسه عام 1974 ولغاية 1980، وأول عضو بمجلس إدارة الاتحاد الآسيوي من البحرين. حصل على شهادة بكالريوس من جامعة القاهرة في مصر.
انضم إلى وزارة الخارجية عام 1971 وتولى إدارة الشؤون المالية والإدارية والقنصلية في الوزارة إبان تأسيسها، عمل رئيسا للمراسم ثم سفيرا للبحرين لدى أيرلندا والدنمارك والولايات المتحدة الأمريكية من 1993 إلى 2001 ثم تم تعيينه رئيس اللجنة المشتركة الحكومية من 1990 إلى 1991. كما تولى رئاسة نادي الرفاع الشرقي الرياضي  والاتحاد البحريني لكرة الطائرة. كما تولى منصب الأمين العام في أول مجلس إدارة للجنة الأولمبية البحرينية في عام 1979.

## حياته الخاصة
تزوج من الشيخة لطيفة بنت سلمان آل خليفة ولديه ابن وخمس بنات حسب التالي:
- فراس بن عبد الرحمن بن فارس آل خليفة.[7]
- صبا بنت عبد الرحمن آل خليفة.
- سالا بنت عبد الرحمن آل خليفة.
- سهى بنت عبد الرحمن آل خليفة.
- نورة بنت عبد الرحمن آل خليفة.
- لطيفة بنت عبد الرحمن آل خليفة.